# Antoni d'Olivieri
Antoni di Olivieri (nome umanistico Antonius de Oliverio; Catania, ... – ...; fl. XV secolo) è stato un letterato, storico e poeta italiano.

## Biografia
Di lui è conosciuta qualche informazione dedotta dai suoi scritti che indicano gli anni 1470, attraverso una specifica nota in delle riproduzioni del suo scritto Istoria di la translacioni di S. Agata (conclusa il 26 novembre del 1475), poema encomiastico dedicato al cavaliere Giovanni Castello, che confermerebbero anche la sua origine civica. Il 12 aprile del 1480, gli venne attribuita una cum laude di dotto in arti liberali per concessione dell'Episcopato etneo.
Ciò che è rimasto della sua opera sono tre saggi storici, rielaborazioni in lingua poetica e volgare (in ottava) di precedenti scritti in lingua latina.

## Opere
- Istoria di la translacioni di s. Agata;
- Istoria di sant’Ursula;
- Istoria di lu contrastu di l'anima con lu corpu;